# NSB El 16

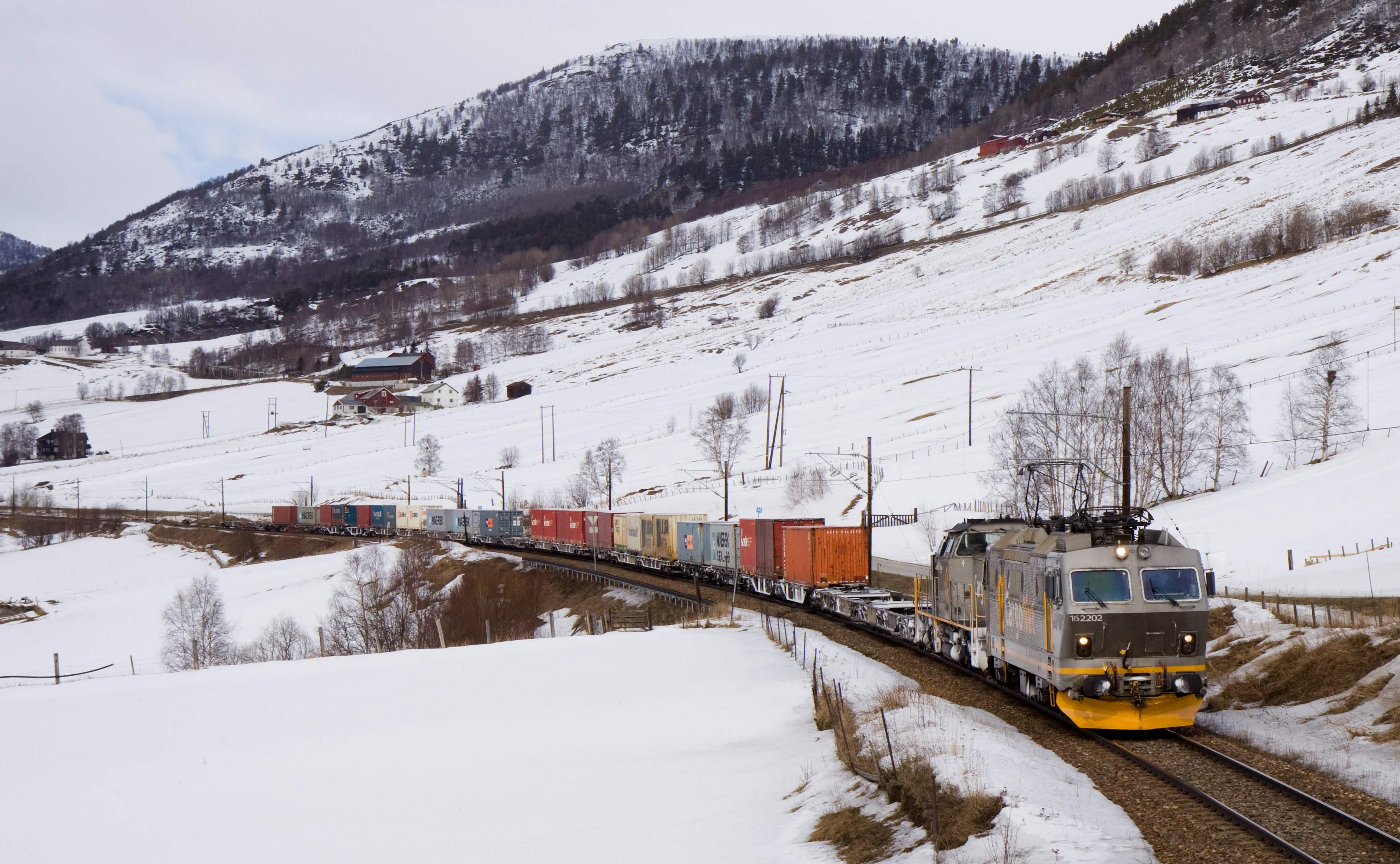
CargoNet El 16 2202 auf der Dovrebane nahe Dombås

Die Baureihe El 16 sind norwegische Elektrolokomotiven, die von den Norges Statsbaner vor Personen- und Güterzügen eingesetzt wurden. Mittlerweile werden die Lokomotiven, die sich nicht mehr im Bestand der NSB befinden, ausschließlich zur Bespannung von Güterzügen verwendet.

## Geschichte
Die anspruchsvolle Bergensbane erforderte eine neue, stärkere Lokomotivbaureihe, die den harten klimatischen Bedingungen gewachsen war. Nach der Erprobung der schwedischen Rc4 1137 auf der Bergensbane entschieden sich 1977 die NSB zur Beschaffung von sechs der Rc4 ähnlichen Lokomotiven. Diese neue Lokomotivbaureihe, die El 16, hat im Vergleich zur Rc4 stärkere Fahrmotoren und eine geänderte Frontpartie. In den Jahren 1980 und 1984 folgten jeweils vier und sieben weitere Lokomotiven des Typs.
Die El 16 wurden daraufhin im gesamten NSB-Netz mit Ausnahme der Sørlandsbane westlich von Kristiansand und des nördlichen Teils der Gjøvikbane eingesetzt. Auf diesen Streckenabschnitten war die Stromversorgung nicht stark genug für die El 16. Seit dem Umbau dieser Strecken können die El 16 im gesamten norwegischen Netz eingesetzt werden.

## NSB Gods El 16 / CargoNet EL 16
Bei der Aufspaltung der NSB wurden die Lokomotiven 2210–2217 am 1. September 1996 an NSB Gods und am 1. Januar 2002 an CargoNet abgegeben. Die restlichen Lokomotiven wurden in die Fernverkehrsflotte der NSB aufgenommen.
Im Juni und Juli 2003 übernahm CargoNet auch die EL 16 2204, 2206 und 2207.

## TKAB El 16
Zwischen dem 31. Januar und dem 30. April 2003 übernahm die schwedische Tågkompaniet (TKAB) die sechs Lokomotiven El 16 2201–2203, 2205 und 2208–2209. Diese erhielten in dieser Reihenfolge die Betriebsnummern TKAB El 16 19–24. Nach dem Verkauf von vier Lokomotiven etwa 2004 an wurden die verbliebenen zwei Exemplare vor Personenzügen auf der Mittbane eingesetzt. Diese beiden Lokomotiven kamen im Juni 2007 durch den Verkauf an CargoNet wieder nach Norwegen zurück.

## TGOJ El 16
TKAB El 16 20–23 wurden etwa 2004 an die schwedische TGOJ verkauft und unter TGOJ El 16 20–23 geführt. Im April 2007 wurden diese wieder an die CargoNet zurückverkauft.

## Technik
Der Rahmen und der Kasten sind eine selbsttragende Stahlkonstruktion. Die Front ist mit verstärkten Scheiben ausgestattet, die den Lokführer vor umherfliegenden Gegenständen wie Steinen, Schnee oder Eis schützen sollen. Die spitze Form der Frontpartie sorgt dafür, dass die Lokomotive Schneeverwehungen überwinden kann. Die Drehgestelle sind für eine Höchstgeschwindigkeit von 200 km/h ausgelegt, obwohl die El 16 nur 140 km/h erreichen kann.
Die Thyristorsteuerung ermöglicht ein stufenloses Beschleunigen. Im Vergleich zur schwedischen Rc4 ist die El 16 schonender für die Gleise, da diese eine Spurkranzschmierung besitzt. Die Lokomotiven waren mit einer Widerstandsbremse ausgerüstet.
Bei den Lokomotiven ist der Führersitz auf der linken Seite. Dieses schwedische Konstruktionsmerkmal musste von den NSB übernommen werden, um die gewünschten Lieferzeiten einhalten zu können. Da die El 16 trotz äußerer Unterschiede sehr ähnlich zu den schwedischen Rc-Lokomotiven ist, kann sie mit allen Rc-Loks in Mehrfachtraktion gefahren werden.

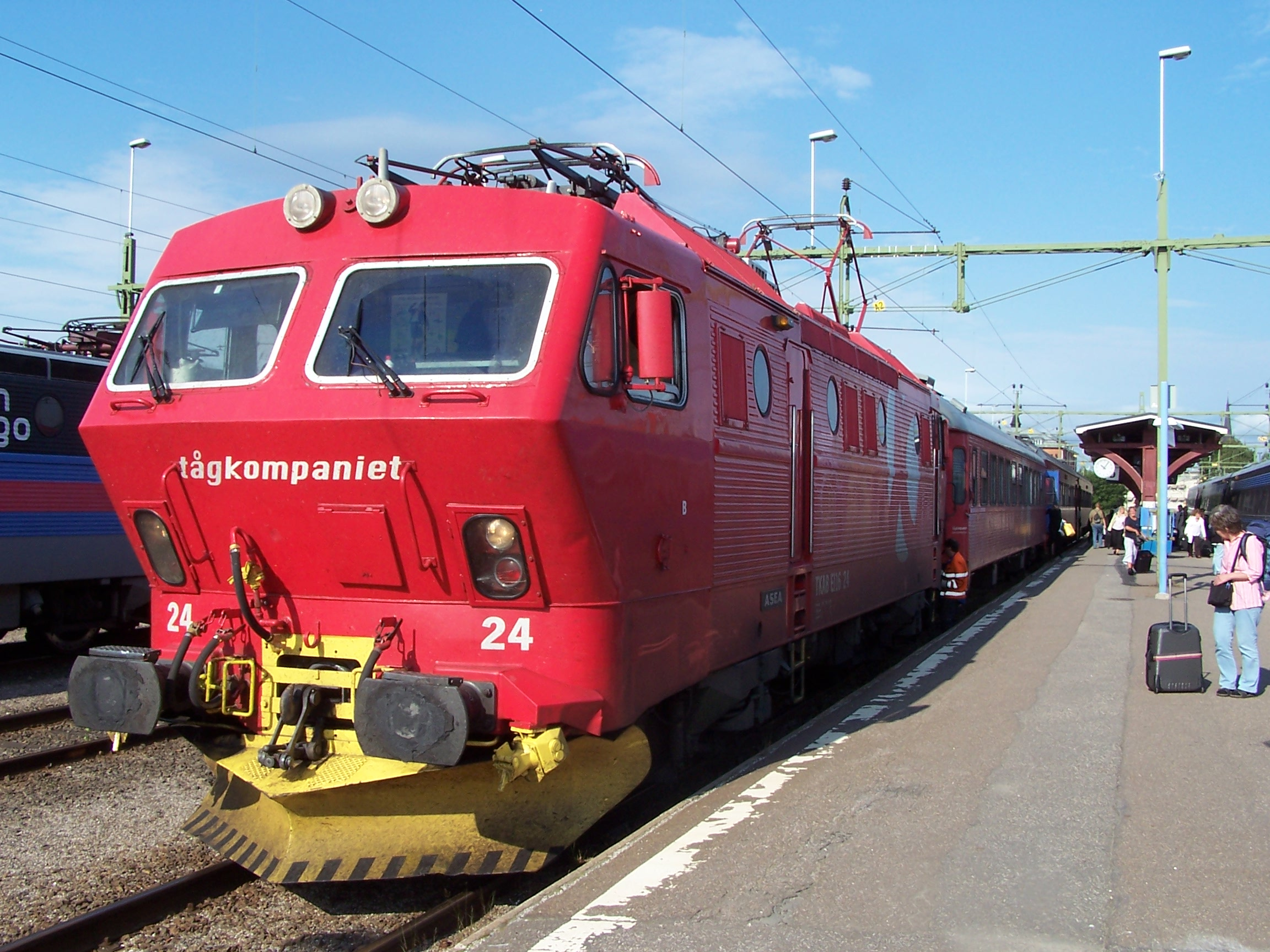
TKAB El 16 24 in Sundsvall

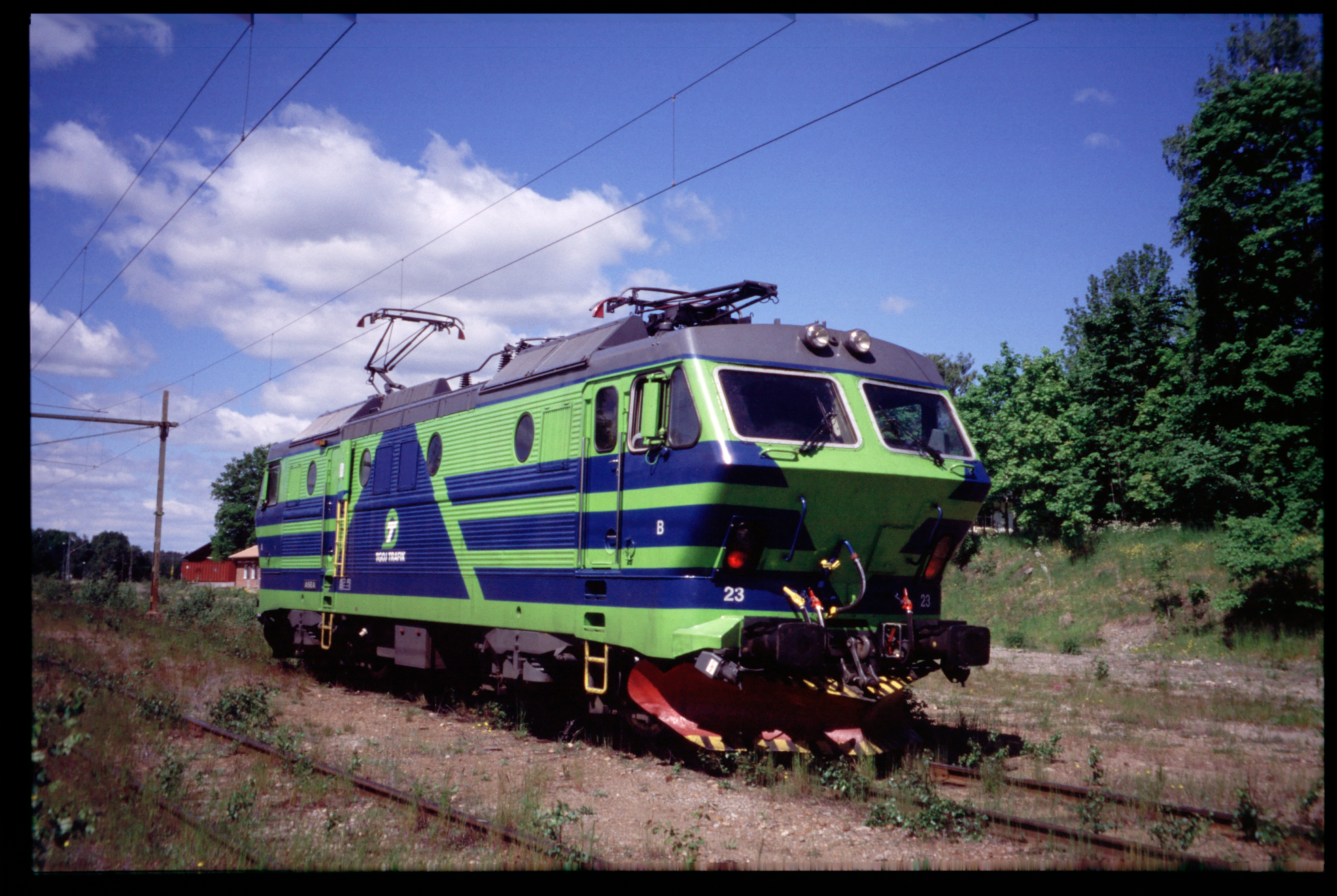
TGOJ El 16 23 bei Åkers Styckebruk

## Übersicht
Übersicht aller Lokomotiven (Stand August 2023):
| Lokomotive | Fabriknummer              | Auslieferungsdatum | Ausmusterung  | Sonstiges                                                   |
| ---------- | ------------------------- | ------------------ | ------------- | ----------------------------------------------------------- |
| 2201       | 1839 (ASEA)               | 16. November 1977  | -             | Am 31.01.2002 zu TKAB, Juni 2007 dann zu CargoNet           |
| 2202       | 1840 (ASEA)               | 9. Dezember 1977   | -             | Am 04.03.2003 zu TKAB, 2004 zu TGOJ, April 2007 zu CargoNet |
| 2203       | 1841 (ASEA)               | 21. Dezember 1977  | -             | Am 04.03.2003 zu TKAB, 2004 zu TGOJ, April 2007 zu CargoNet |
| 2204       | 1842 (ASEA)               | 2. Februar 1978    | -             | 17. Juni 2003 zu CargoNet                                   |
| 2205       | 1843 (ASEA)               | 24. Februar 1978   | -             | Am 30.04.2003 zu TKAB, 2004 zu TGOJ, April 2007 zu CargoNet |
| 2206       | 1844 (ASEA)               | 16. März 1978      | -             | Am 16. Juli 2003 zu CargoNet                                |
| 2207       | 1845 (ASEA), 3064 (Nohab) | 18. Juli 1980      | 14. Juli 2006 | Am 16. Juli 2003 zu CargoNet                                |
| 2208       | 1846 (ASEA), 3065 (Nohab) | 5. September 1980  | -             | Am 30.04.2003 zu TKAB, 2004 zu TGOJ, April 2007 zu CargoNet |
| 2209       | 1847 (ASEA), 3066 (Nohab) | 19. September 1980 | -             | Am 30.04.2003 zu TKAB, Juni 2007 zu CargoNet                |
| 2210       | 1848 (ASEA), 3067 (Nohab) | 1. Oktober 1980    | -             | Am 01.09.1996 zu NSB Gods, 01.01.2002 zu CargoNet           |
| 2211       | 1977 (ASEA)               | 2. Februar 1984    | -             | Am 01.09.1996 zu NSB Gods, 01.01.2002 zu CargoNet           |
| 2212       | 1978 (ASEA)               | 6. März 1984       | -             | Am 01.09.1996 zu NSB Gods, 01.01.2002 zu CargoNet           |
| 2213       | 1979 (ASEA)               | 8. Mai 1984        | -             | Am 01.09.1996 zu NSB Gods, 01.01.2002 zu CargoNet           |
| 2214       | 1980 (ASEA)               | 19. Juni 1984      | -             | Am 01.09.1996 zu NSB Gods, 01.01.2002 zu CargoNet           |
| 2215       | 1981 (ASEA)               | 21. August 1984    | -             | Am 01.09.1996 zu NSB Gods, 01.01.2002 zu CargoNet           |
| 2216       | 1982 (ASEA)               | 25. September 1984 | 22. Juni 2006 | Am 01.09.1996 zu NSB Gods, 01.01.2002 zu CargoNet           |
| 2217       | 1983 (ASEA)               | 8. November 1984   | -             | Am 01.09.1996 zu NSB Gods, 01.01.2002 zu CargoNet           |